# Curva francesa

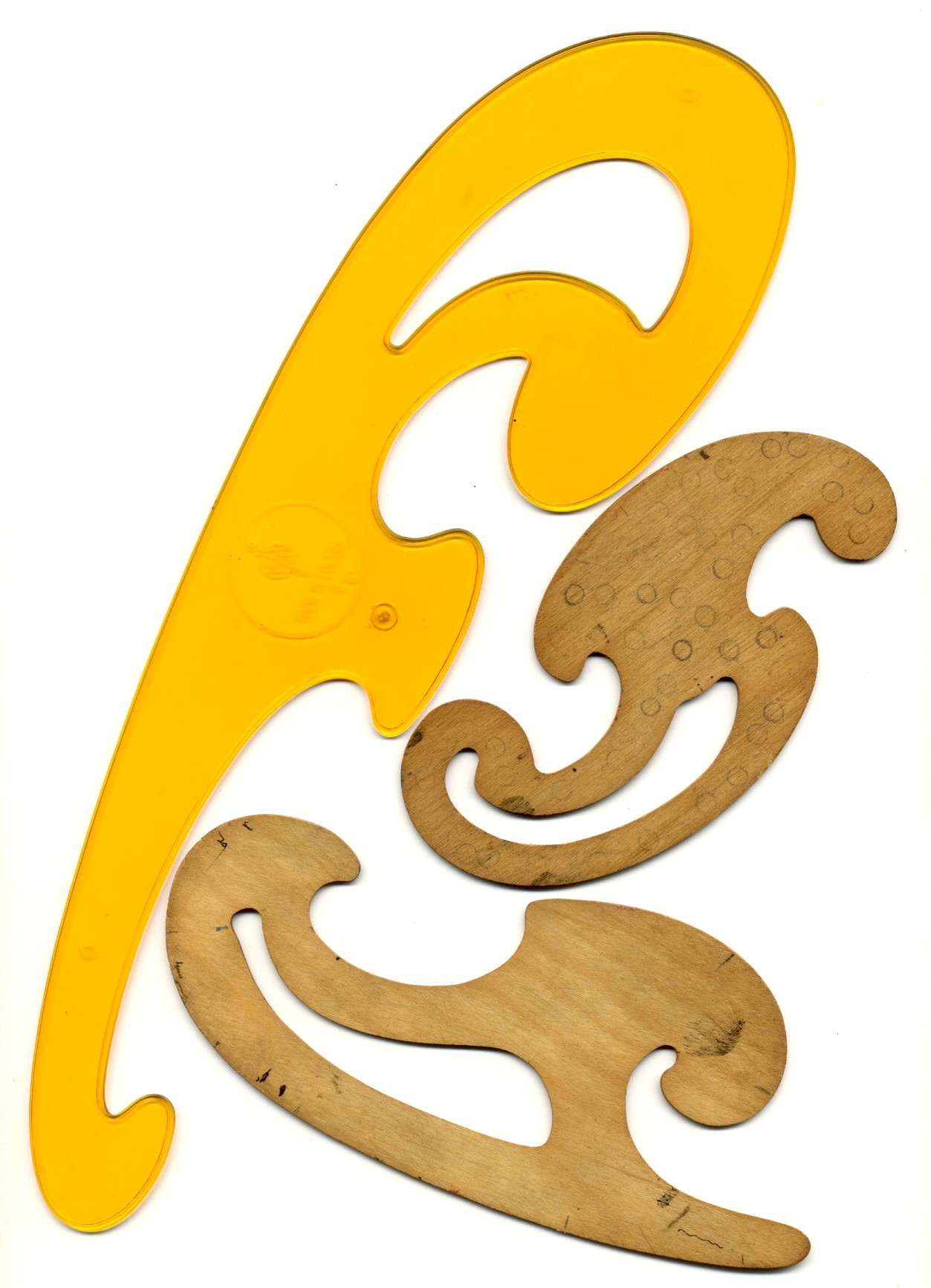
Coleção de curvas francesas

A curva francesa é um molde, geralmente feito de  metal, madeira ou plástico, que contém variada gama de curvaturas. Ela auxilia o desenho manual e o design de moda, por oferecer agilidade na confecção de continuidades geométricas. Embora os desenhos finais fiquem a cargo dos desenhos feitos no computador, a curva francesa continua sendo uma importante ferramenta de criação.

## Design de moda

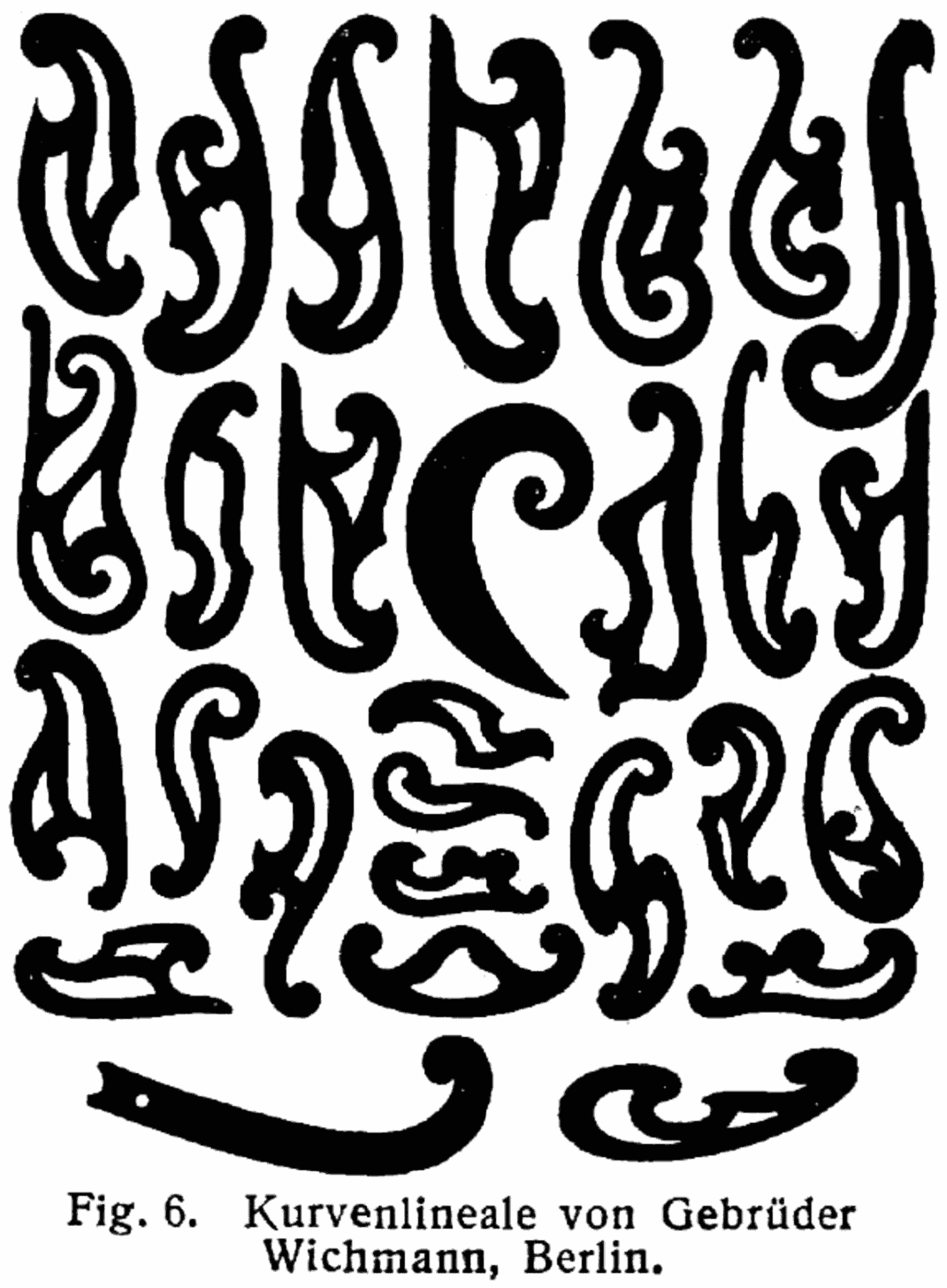
Enciclopédia de toda a técnica de Ludwig Burmester (Lexikon der gesamten Technik (1904)

Os modelos físicos de curva francesa são usados na alta costura para o esboço de variações de decotes, mangas, busto e cintura. Os raios variados da curva permitem ajustes suaves e elegantes. Designers de moda e costureiros podem usar uma seleção de curvas francesas, réguas e esquadros.

## Sucessores digitais

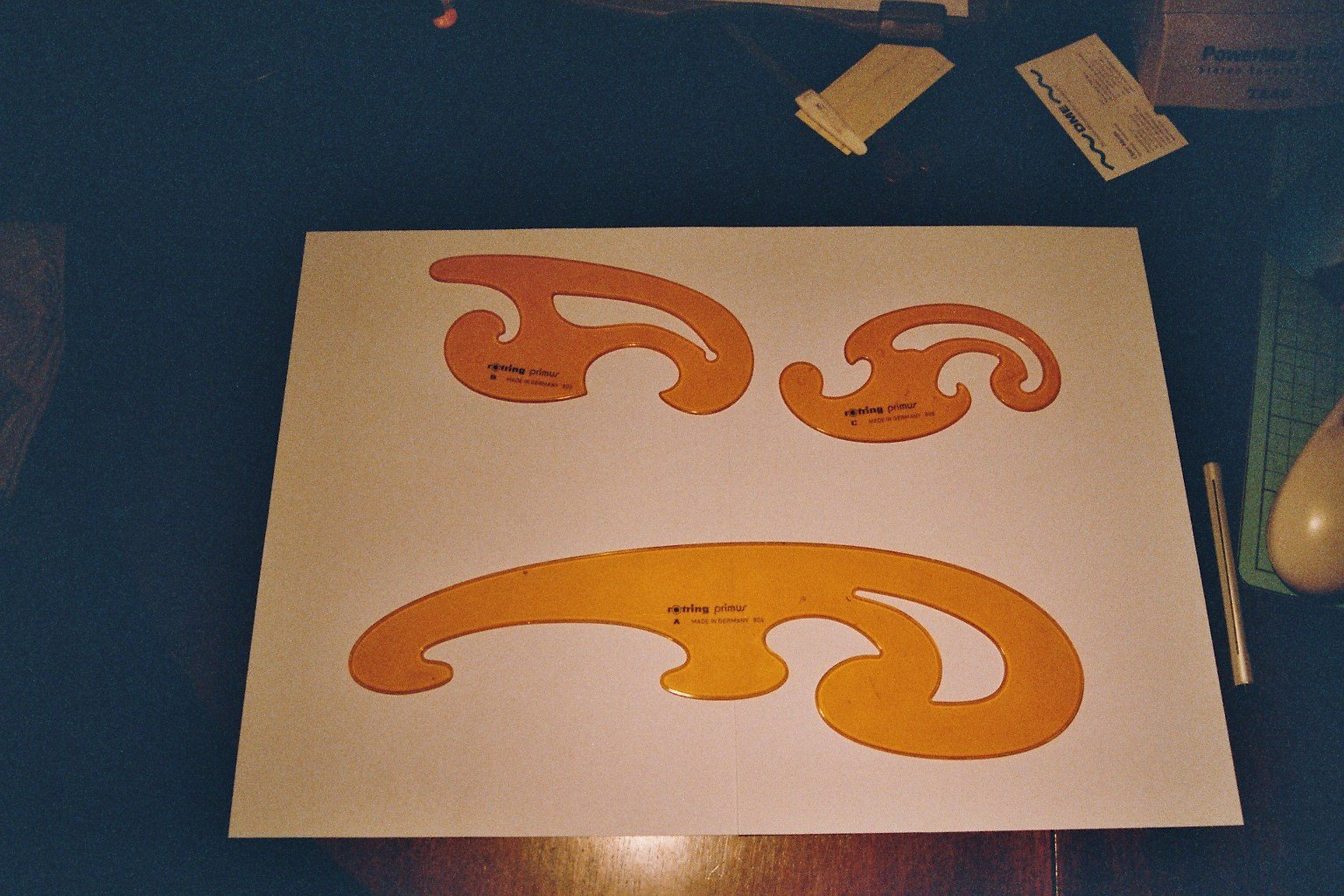
Este conjunto das três mais comuns curvas francesas é também conhecido como conjunto Ludwig Burmester. Ele ajuda no traçado de curvas que se assemelham a hipérboles, parábolas e elipses.

Como os sistemas atuais de desenho auxiliado por computador ( CAD) usam gráficos baseados em vetores, para obter um raio preciso, no caso de tangências, os instrumentos mecânicos para o desenho técnico tornaram-se obsoletos para os processos de finalização. Os programas de desenho também produzem outros tipos de continuidades como as curvas de Bézier, que permitem que uma curva seja manipulada, em tempo real, substituindo o trabalho de uma curva francesa em três ou quatro pontos com mais eficiência.